# Promo (DJ)
Promo, eigentlich Sebastian Hoff, (* 12. April 1976) ist ein niederländischer Hardcore-Techno-Produzent und Disc Jockey (DJ). Früher veröffentlichte er unter dem Namen DJ Promo.

## Biografie
Sebastian Hoff begann seine Karriere 1992 als DJ. Zunächst legte er auf kleineren Gabberpartys auf, die zum Teil in der Nachbarschaft oder in Sporthallen stattfanden. Hier knüpfte er Verbindungen zu weiteren, bekannteren DJs der Szene. Seinen ersten größeren Erfolg feierte Hoff 1997 mit dem Happy-Hardcore-Track Shut Up!, der ein Sample aus dem Hit Don't Speak von No Doubt enthält. Veröffentlicht wurde der Track ohne Angabe eines Pseudonym auf dem ID&T-Sublabel XXX Rated, das Schallplatten veröffentlichte (jeweils limitiert auf 500 Stück), deren Tracks nicht lizenzierte Samples enthielten. Vertreten war Shut Up! außerdem auf der CD-Compilation „Thunderdome XVIII - Psycho Silence“, dort allerdings aufgelistet unter seinem Pseudonym „DJ Promo“.
Während Hoff von 1996 bis 1997 hauptsächlich „klassischen“ Hardcore Techno sowie Happy Hardcore produzierte, konzentrierte er sich später auf die Genres Mainstyle (auch unter dem Pseudonym Unknown) und vor allem Industrial Hardcore. Oft benutzt Hoff in seinen Produktionen Vocalsamples aus Hip-Hop-Tracks.
Im Sommer des Jahres 2000 gründete Hoff zusammen mit seinem Kollegen Martijn Mobron (alias DJ X-Ess und Boris Valeo) das Independentlabel The Third Movement, welches sich vor allem durch einige Industrial Hardcore Veröffentlichungen einen Namen in der Gabberszene machte. Drei Jahre später verließ Mobron das Label und Hoff führte es ohne ihn weiter.
Im Jahre 2003 widmete Hoff dem an einem Hirntumor verstorbenen Hardcore-Techno-Produzenten und -DJ Peter-Paul Pigmans (alias 3 Steps Ahead) den Track Hear This Cry (Dedicated To PPP).

## Weitere Pseudonyme
- Brian Acardy
- Brothers Of Oldstyle
- Hardcore Brothers
- Ho-Banger
- Innerdrive
- Malebolgia
- Rude Awakening
- Sebas
- The Extremist
- Unknown

## Veröffentlichungen
| Jahr | Album             | Bemerkung |
| ---- | ----------------- | --------- |
| 2001 | Last Men Standing | -         |
| 2001 | The Worst Of      | -         |
| 2004 | Never Compromise  | -         |
| 2006 | The Revolutionist | -         |
| 2008 | The Worst Of 2    | -         |
| 2009 | Quality Control   | -         |
| 2012 | True Tones        | -         |

| Jahr | Release                                   | Bemerkung                                        |
| ---- | ----------------------------------------- | ------------------------------------------------ |
| 1996 | I Am The Law                              | feat. The Judges                                 |
| 1996 | It Runs Deep                              | -                                                |
| 1997 | Burning 4 U                               | Promo Ltd.                                       |
| 1997 | Can’t Hold Me Down                        | -                                                |
| 1997 | Cold As Stone                             | feat. Brian Acardy                               |
| 1997 | Fixxxed                                   | vs. DJ Waxweazle                                 |
| 1997 | Not 4 Sale                                | -                                                |
| 1997 | The Killing Fields                        | -                                                |
| 1997 | X-Termination                             | -                                                |
| 1998 | Beat Ya Brain                             | feat. Brian Acardy                               |
| 1998 | Dancefloor Hardcore                       | -                                                |
| 1998 | Metal Warfare                             | -                                                |
| 1999 | Driven By Instinct                        | -                                                |
| 1999 | King Of Pain                              | -                                                |
| 1999 | Patterns In Chaos                         | -                                                |
| 1999 | System Feedback                           | -                                                |
| 2000 | Running Against The Rules                 | -                                                |
| 2000 | The Industry Can’t Stop Me                | -                                                |
| 2001 | Different Breed Of Men                    | -                                                |
| 2001 | Hardcore For Life Part 2                  | feat. DJ Bike                                    |
| 2001 | Hurricane Brain                           | Third Movement Vinyl                             |
| 2001 | My Recipe For Disaster                    | -                                                |
| 2001 | Not Down With The Standard                | vs. DJ Unknown                                   |
| 2001 | Rude Awakening                            | -                                                |
| 2001 | Phreak Ya Speaka                          | Third Movement Vinyl                             |
| 2002 | Brother Of Conflict                       | -                                                |
| 2002 | Enemies 4 Life                            | with Paul Elstak                                 |
| 2002 | I Hear Ya Comin                           | The Third Movement Vinyl                         |
| 2002 | Message To The Majors                     | The Third Movement Vinyl                         |
| 2002 | The Strength Behind The Pride             | -                                                |
| 2002 | Up Yours!                                 | -                                                |
| 2003 | I Called You / Trash Talking              | with Lenny Dee                                   |
| 2003 | Pressure On The Fakes                     | The Third Movement Vinyl                         |
| 2004 | My Claim To Fame                          | -                                                |
| 2004 | Take It Personal                          | -                                                |
| 2005 | Moment Of Silence / Princess Of The Posse | with Lenny Dee                                   |
| 2005 | Bij Gebrek Aan Beter                      | with Alex B                                      |
| 2005 | Represent By Example                      | -                                                |
| 2005 | The Missing Chromosome                    | vs. Unexist                                      |
| 2006 | Diamonds For The Pigs                     | with Armageddon Project                          |
| 2006 | I Come Correct                            | -                                                |
| 2006 | Original Thinker                          | -                                                |
| 2006 | The Revolutionist                         | -                                                |
| 2006 | The Revolutionist II                      | -                                                |
| 2006 | World’s Greatest Project                  | feat. MC Ruffian                                 |
| 2007 | Gold Series 1                             | Gold                                             |
| 2007 | Pro                                       | with DJ The Producer                             |
| 2007 | Silence Is Dangerous                      | -                                                |
| 2007 | Thunderdome 2007 Anthem                   | with MC Droks / Official Thunderdome Anthem 2007 |
| 2007 | Weapons Of Divine Temper                  | -                                                |
| 2008 | Battling Ignorance                        | -                                                |
| 2008 | Gold Series 2                             | Gold                                             |
| 2008 | Time To Shine                             | -                                                |
| 2009 | Gold Series 3                             | Gold                                             |
| 2009 | My Future Destiny                         | -                                                |
| 2009 | Pro II                                    | with DJ The Producer                             |
| 2009 | Rising Out Of The Dark                    | -                                                |
| 2010 | Real Rude                                 | with The Wishmaster                              |